# Диптерикс душистый
Диптерикс душистый (лат. Dipteryx odorata) — древесное растение, произрастающее в тропиках Южной Америки, особенно в Боливии, Бразилии, Гайане, Перу и Венесуэле; вид рода Диптерикс (Dipteryx) семейства Бобовые.

## Название
Синонимы:
- Coumarouna odorata Aubl.basionym
- Coumarouna tetraphylla (Benth.) Aubl.
- Dipteryx tetraphylla Benth.

## Использование

### Бобы тонка
Внутри плода диптерикса душистого находится одно чёрное морщинистое семя длиной 3-4 см и шириной 1 см.
Эти семена имеют приятный аромат, напоминающий ваниль, миндаль, корицу и гвоздику и продаются под названиями бобы тонка, кумаруна, сумбару́, саррапиа, тагуа.
Частое применение этих бобов при изготовлении мужской парфюмерии вызвано приписываемым им гипнотически эротизирующим действием[что?]. Ими ароматизируют трубочный табак, свежую стружку используют как благовоние.
В Южной Америке считают, что растение обладает магической и исцеляющей силой и талисманы из него приносят удачу, защищают от болезней и исполняют желания.
Из-за напоминающего ваниль вкуса бобы, а также содержащийся в них кумарин применяют как дешёвый заменитель настоящей ванили под названием «мексиканская ваниль». В очень малых количествах тонка добавляют в виде приправы к десертам, основным компонентом которых часто является мак или кокос, ими приправляют кексы и пироги. Для десертов на основе сливок или молока бобы заваривают около 10 минут, чтобы они отдали свой аромат, причём их можно заваривать до 10 раз. Добавляют тонка и в ром. Согласно последним исследованиям, содержащийся в бобах тонка кумарин оказывает существенное воздействия на раковые клетки (при заболевании раком легких), подавляя их жизнедеятельность. Кумарин используется и в кардиологии, так как является антикоагулянтом, однако в больших дозах это вещество может быть причиной смерти. Находит применение также как сердечный стимулятор, хотя должен применяться с осторожностью. Большинство бобов, продающихся на рынке, уже прошли первоначальную спиртовую экстракцию. Содержание кумарина и ароматических веществ в них ниже, чем в высушенных, стоимость, которых — заметно выше.

### Древесина
Древесина этого дерева используется под названием кумару. Имеют хождение также следующие названия: кумару́ вердадейро, муймапаже́, коэмароэ, тонка, кайеннский гваяк, шихуахуако, висгуэро, иэсгуэро.
Имеющая красивую текстуру, обусловленную сложным рисунком волокон, древесина кумару лишена видимых годичных колец. Обладает отчётливым запахом. Её плотность составляет 900—1150 кг/м³. Ядровая древесина окрашена в однородный серовато-коричневый цвет, без полос, заболонь имеет кремовую окраску.